# Aristochroa abrupta
Aristochroa abrupta is een keversoort uit de familie van de loopkevers (Carabidae). De wetenschappelijke naam van de soort is voor het eerst geldig gepubliceerd in 2003 door Kavanaugh & Liang.